# Šóka
Šóka, nazývaný také seika (生花), shoka, někde jsou uváděny i zastaralá synonyma seikwa, ikebono. Šóka je termín označující jeden ze směrů aranžování květin ve stylu ikebana. Ikebana věnuje pozornost váze, stonkům, listům a větvím stejnou měrou jako květům. Podstatou aranžmá ve stylu šóka je vyjádření krásy přírody. Je zjednodušenou formou rikka a také jednou z nejtradičnějších forem ikebany.
Celek je určen liniemi, třemi hlavními směry - šin (真), soe (副え) a tai (体)), jež jsou hlavními liniemi kompozice. Vychází často z jednoho základu. Všechny linie musí být připojeny přímo za sebou v kenzanu nebo pomocí kubari (upevnění kousky větví, klacíky, 配り). Rozlišuje se mezi klasickým a moderním šóka. Klasický styl šóka pracuje s několika málo výjimkami, pouze s jedním nejvýše dvěma materiály. Materiál musí původně pocházet z Japonska, jsou povoleny jen klasické nádoby a upevnění květin musí být provedeno starou technologií. Moderní šóka povoluje tři materiály, jakéhokoliv původu, každou vhodnou nádobu a kenzan jako spojovací techniku. Autorem stylu je škola Ikenobó (池坊流).
Aranžmá ve stylu šóka působí vzpřímeně. Tři osy jsou velikostně odlišeny vždy o rozdíl jedné třetiny. Linie jsou málo odkloněny od svislice. Druhá hlavní větev je o 15° odkloněna odpředu od svislice. Pro linii šin se používá větev, soe musí být větvička dřeviny anebo květina s pevným stonkem, na hikae se používají květy. Téměř se nepoužívá doplňkový materiál. Z květů jsou vhodné chryzantémy, růže, kosatce, tulipány, narcisy, kamélie.

## Etymologie
Výraz 生花 se skládá z kandži 生 (žít, živý) a 花 (květina), čtení obou je sinojaponské; výslovnost části 生 je buď [sei] nebo [šó]. Překlad výrazu podle významu lze interpretovat také jako "živé (oživené) květiny". Jedná se o jeden ze stylů ikebany. (V Japonsku samém se pro umění aranžování květin používá spíše výraz 華道/花道, než v Evropě/Americe tradovaný 生け花). Tentýž zápis v jiném významu má čtení obou kandži japonské, neboť kandži 生 je zde 4. základem slovesa 生きる/生る [ikiru] žít, přežít, zůstat naživu, které se časuje podle vzoru 見る (nikoliv podle 売る).

## Rozdělení

### Šóka šófútai
Linie „šin“ u šóka šófútai vede středem aranžmá a rozděluje celek na dvě části - „soe“ (také „jo“) a „tai“. Soe je část, která byla při růstu rostliny osvětlena sluncem, tai byla naopak odvrácená.

#### Šóka šimpútai
Styl šóka šimpútai předvedl v roce 1977 ředitel školy Ikebonó, Sen'ei Ikenobó (池坊 専永). Hlavní směry jsou šu, jo a aširai (あしらい/配い). Šu a jo stojí v opozici, vzájemným působením vytvářejí podstatu a aširai slouží jako doplněk.